# Tko pronađe prijatelja, pronađe bogatstvo
"Tko pronađe prijatelja, pronađe bogatstvo" (tal. Chi trova un amico, trova un tesoro) je talijansko-američka komedija iz 1981. koju je režirao Sergio Corbucci. To je 13. od ukupno 17 filmova u kojima su zajedno glumili Bud Spencer i Terence Hill. Filmske lokacije snimane su na Floridi.
Jedina pjesma u filmu je "Movin' Cruisin'" koju izvodi The Fantastic Oceans.

## Radnja
Alan planira upotrijebiti staru kartu svojeg ujaka kako bi pronašao navodno skriveno blago na nekom pustom otoku. U bijegu od utjerivača dugova, sakrije se u brod Charlieja, moreplovca koji pozira ispred televizijskih kamera prije odlaska na višemjesečnu promotivnu plovidbu u kojoj bi trebao samo jesti hranu sponzora koji ga debelo plaća za taj zadatak. Čim malo dalje otplovi u Tihi ocean, Charlie prizna svojem papagaju da ne može podnijeti hranu sponzora te ju baca preko broda. Nakon par dana, uhvati Alana kako mu jede ručak te ga odluči predati čim naiđe na obližnji otok. Međutim, Alan uspije promijeniti kurs broda i dovesti ga do otoka na kojem je navodno skriveno blago. Njih dvojica se posvađaju, padnu u more te tako ostanu zaglavljeni na otoku. 
Ubrzo otkrivaju da nisu sami nego da tamo žive i domoroci čija je poglavarica "Mama". Nespretni Anulu im objasni da je blago vjerojatno skriveno u napuštenoj utvrdi koju i dalje čuva japanski vojnik, Kamasuka, koji misli da Drugi svjetski rat još uvijek traje. Alan i Charlie pokrenu stari tenk i provale u utvrdu, gdje se sprijatelje s Kamasukom i pronađu hrpnu novca u trezoru. Tada se pojave utjerivači dugova s avionom, ali ih ovi uhapse. Zbog nesporazuma, Charlie pomisli da ga Alan želi prevariti te sam pobjegne s dvije vreće novca u avionu. No tada se ispostavi da je Alan također s njim. Kada čuju da su utjerivači dugova pobjegli te zajedno s piratima drže domoroce kao taoce dok ne dobiju novac, Alan i Charlie se vrate na otok te ih prebiju. Kada se pojavi američka vojska, uhapsi zlikovce a njih dvojica im predaju novac jer im je Kamasuka rekao da je krivotvoren. Upravo tada i general obavijesti da je zapravo novac ispravan a da je glasina o krivotvorenju samo postavljena da obeshrabri lopove, na što njih dvoje ostaju začuđeni.

## Glume
- Bud Spencer - Charlie O'Brian
- Terence Hill - Alan
- Salvatore Borghese - Anulu
- John Fujioka - Kamasuka
- Luise Bennett - Mama

## Zanimljivosti
- Marmelada Puffin postojala je u stvarnosti. Proizvodila se u Njemačkoj, logo i slogan su oni u filmu.

Stranica je: [neaktivna poveznica]. Moto njemačke verzije je: "Nur Puffin schenkt Dir die Kraft und Ausdauer, die Du brauchst!"
- Film je snimljen na poluotoku Key Biscayne, u blizini Miamija.

## Vanjske poveznice
- Tko pronađe prijatelja, pronađe bogatstvo u internetskoj bazi filmova IMDb-a
- Tko pronađe prijatelja, pronađe bogatstvo na Rotten Tomatoes